# Manuel Alviach

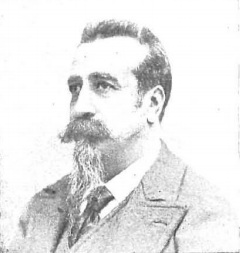
Enrique Gaspar y Rimbau, fotografía de Alviach, Nuevo Mundo, 1902.

Manuel Alviach Doladier (Caspe, 1846-Madrid, 1924) fue un fotógrafo español.

## Biografía
Nació en la localidad zaragozana de Caspe en 1846. Residente en Gerona durante una etapa de su vida, se instalaría en Madrid hacia 1868, donde desarrolló su carrera como fotógrafo durante el último cuarto del siglo xix y comienzos del siglo xx.
Fue un profesional muy solicitado y popular y considerado en su momento como integrante del «grupo más distinguido de fotógrafos de la época», entre los que también se encontraban Manuel Compañy, los hermanos Fernando y Edgardo Debás o Hermenegildo Otero. Su estudio se encontraba en el número 14 de la Puerta del Sol. Dirigió una revista llamada Daguerre. Sociedad de Fotógrafos Establecidos, de la que también formaron parte Christian Franzen, Manuel Compañy, Mariano Gombau y José Bueno.
Falleció en Madrid en 1924.